# Sciurus aureogaster
Pour d'autres Écureuils gris, voir Écureuil gris (homonymie).
Espèce
Statut de conservation UICN

 LC  : Préoccupation mineure
L'Écureuil gris du Mexique (Sciurus aureogaster F. Cuvier, 1829) est une espèce de rongeurs arboricoles sciuromorphes de la famille des Sciuridae. Cet écureuil  originaire du Guatemala et de l'est et le sud du Mexique, a été introduit dans l'archipel des Keys en Floride (États-Unis).

## Liste des sous-espèces
Selon Catalogue of Life (15 août 2015) :
- sous-espèce Sciurus (Sciurus) aureogaster aureogaster F. Cuvier, 1829
- sous-espèce Sciurus (Sciurus) aureogaster nigrescens Bennett, 1833